# Krystyna Kadlewicz
Krystyna Kadlewicz (ur. 3 listopada 1950 w Cieplicach Śląskich) – polska nauczycielka, działaczka kulturalna i przewodniczka, działaczka mniejszości niemieckiej na Dolnym Śląsku, od 2019 roku przewodnicząca Niemieckiego Towarzystwa Kulturalno-Społecznego we Wrocławiu. Członkini Synodu Diecezji Wrocławskiej Kościoła Ewangelicko- Augsburskiego w RP.

## Życiorys
Krystyna Kadlewicz urodziła się na Dolnym Śląsku. Uczęszczała do Liceum Ogólnokształcącego z internatem w Karpaczu. Następnie studiowała w Studium Nauczycielskim we Wrocławiu, uzyskując tytuł nauczyciela dyplomowanego. Odbyła także studia politologiczne na Wydziale Nauk Społecznych Uniwersytetu Wrocławskiego oraz studia podyplomowe z dziedziny prawa pracy i prawa socjalnego na Wydziale Prawa i Administracji Uniwersytetu Wrocławskiego. 
Podjęła pracę jako nauczycielka, a także jako działaczka kulturalna. Pracowała również w Miejskim Ośrodku Pomocy Społecznej we Wrocławiu. Od prawie trzech dekad pracuje w branży turystycznej, m.in. jako przewodniczka po Wrocławiu, oprowadzając wycieczki z Polski i krajów niemieckojęzycznych. 
W 1991 roku zaangażowała się w działalność w odnowionym Niemieckim Towarzystwie Kulturalno-Społecznych we Wrocławiu (NTKS), gdzie kierowała działem kultury. W 2019 roku została przewodniczącą NTKS. Cztery lata później uzyskała reelekcję na to stanowisko. 
Od wielu lat przynależy także do Niemiecko-Polskiego Towarzystwa Uniwersytetu Wrocławskiego. Jest członkiem Rady Parafialnej Parafii Ewangelicko-Augsburskiej Św. Krzysztofa we Wrocławiu, a także członkiem Synodu Diecezji Wrocławskiej Kościoła Ewangelicko- Augsburskiego w RP. Zasiada również w radzie Fundacji Rozwoju Śląska.